# Mara i el senyor del foc
Mara i el senyor del foc (títol original en alemany, Mara und der Feuerbringer) és una pel·lícula de fantasia alemanya del 2015. Es tracta d'una adaptació del primer llibre de la trilogia homònima de Tommy Krappweis, qui també va escriure el guió i va dirigir el film. El focus de la història és la Mara Lorbeer, una noia de 15 anys de Múnic que s'assabenta que és una spákona, una vident de la mitologia nòrdica i germànica, i se suposa que ha d'evitar l'imminent Ragnaroc. La Mara salta d'anada i tornada entre el món del present i el món mitològic i coneix personatges com Loki, Tor, Sigurd i el perillós Senyor del foc. Igual que amb les novel·les, l'assessor tècnic de la pel·lícula va ser Rudolf Simek. S'ha doblat al català.
La pel·lícula va ser produïda per Christian Becker i la seva empresa Rat Pack Filmproduktion en cooperació amb RTL i la productora de Krappweis bumm film. L'actriu Lilian Prent, en el seu debut al llargmetratge, interpreta el paper principal de Mara Lorbeer. Jan Josef Liefers, Esther Schweins, Christoph Maria Herbst i Eva Habermann coprotagonitzen la pel·lícula. Es va estrenar el 29 de març de 2015 a Colònia.